# Олександр Мнушкін
Олександр Олександрович Мнушкін (фр. Alexandre Mnouchkine, рос. Александр Александрович Мнушкин; нар.10 лютого 1908, Санкт-Петербург, Російська імперія — пом.3 квітня 1993, Неї-сюр-Сен, Франція) — французький кінопродюсер російського походження. Батько режисерки Аріани Мнушкіної. Лауреат премії «Сезар» 1982 року за видатні досягнення у кінематографі.

## Біографія
Олександр Мнушкін народився 10 лютого 1902 року в Санкт-Петербурзі. Навчався у відомій німецькій школі Петрішуле. Зі шкільних років захоплювався кіномистецтвом — у 20-х роках був членом ССПК (Спілка сприяння пролетарському кінематографу) в Ленінграді. У 1925 році разом з сім'єю приїхав до Парижа; з 1932 року почав зніматися в кіно. 
У 1945 році заснував разом з Жоржем Дансіжером (Г. А. Данцигером, фр. Georges Dancigers), також вихідцем з Росії, кінофірму «Les Ariane Films», з якою співпрацювали провідні кінорежисери Франції від Жана Кокто до Алена Рене. Був продюсером 50-ти фільмів, зокрема 17 фільмів за участю Жана-Поля Бельмондо, 6-ти фільмів режисера Клода Лелуша та 10-ти фільмів, поставлених Філіпом де Брока.
У 1988-1990 роках Олександр Мнушкін очолював як президент французьку Академію мистецтв та технологій кінематографа.
У 1987 році Мнушкін входив до складу журі 15-го Московського міжнародного кінофестивалю, очолюваного Робертом де Ніро.

## Особисте життя
Олександр Мгушкін був двічі одружений — з британською акторкою Джейн Ганнен (англ. Jane Hannen) і з французькою комедійною кіноакторкою Сімоною Ренан.
Від першого шлюбу мав доньку — Аріану Мнушкіну (нар. 1939); нині відома французька режисерка і театральна діячка.
Батьки О. Мнушкіна — Олександр і Тамара Мнушкіни в роки окупації Франції німецькими військами (1940—1945) як іноземні піддані єврейського походження були депортовані з Парижа через Дрансі в Освенцим, де були згодом убиті.

## Фільмографія
Продюсер
| Рік  | Фільму                         | Оригінальна назва                      | Примітки               |
| ---- | ------------------------------ | -------------------------------------- | ---------------------- |
| 1947 | Не винен                       | Non coupable                           |                        |
| 1948 | Двоглавий орел                 | L'aigle à deux têtes                   |                        |
| 1948 | Жахливі батьки                 | Les parents terribles                  |                        |
| 1949 | Бал Купідона                   | Bal Cupidon                            |                        |
| 1950 | Жулі де Карнілан               | Julie de Carneilhan                    |                        |
| 1950 | Людина радості                 | L'homme de joie                        |                        |
| 1950 | Солом'яний коханець            | L'amant de paille                      |                        |
| 1951 | Мис Надії                      | Le cap de l'espérance                  |                        |
| 1952 | Фанфан-тюльпан                 | Fanfan la Tulipe                       |                        |
| 1953 | Лукреція Борджіа               | Lucrèce Borgia                         |                        |
| 1954 | Мадам дю Баррі                 | Madame du Barry                        |                        |
| 1955 | Мадлон                         | La Madelon                             |                        |
| 1956 | Якби хлопці усієї землі…       | Si tous les gars du monde…             | в титрах не зазначений |
| 1956 | Клуб жінок                     | Club de femmes                         |                        |
| 1958 | Закон є закон                  | La legge è legge                       |                        |
| 1959 | Вулиця Прері                   | Rue des Prairies                       |                        |
| 1961 | Картуш                         | Cartouche                              |                        |
| 1962 | Вторгнення титанів             | Arrivano i titani                      |                        |
| 1963 | Людина з Ріо                   | L'homme de Rio                         |                        |
| 1965 | Пригоди китайця в Китаї        | Les tribulations d'un Chinois en Chine |                        |
| 1967 | Жити, щоб жити                 | Vivre pour vivre                       |                        |
| 1967 | Пограбування                   | Mise à sac                             |                        |
| 1969 | Життя, любов, смерть           | La vie, l'amour, la mort               |                        |
| 1969 | Легкі «Голуаз»                 | Les gauloises bleues                   |                        |
| 1969 | Чоловік, який мені подобається | Un homme qui me plaît                  |                        |
| 1970 | Негідник                       | Le voyou                               |                        |
| 1971 | Втеча                          | La poudre d'escampette                 |                        |
| 1972 | Пригоди є пригоди              | L'aventure, c'est l'aventure           |                        |
| 1972 | Дорога Луїза                   | Chère Louise                           |                        |
| 1973 | Зануда                         | L'emmerdeur                            |                        |
| 1973 | Надзвичайний                   | Le magnifique                          |                        |
| 1974 | Ставіський                     | Stavisky…                              | делегований продюсер   |
| 1974 | 1789                           |                                        |                        |
| 1975 | Ви не візьмете його до раю     | Vous ne l'emporterez pas au paradis    |                        |
| 1975 | Невиправний                    | L'incorrigible                         |                        |
| 1975 | Прощавай, поліцейський         | Adieu, poulet                          |                        |
| 1977 | Ще один чоловік, ще один шанс  | Un autre homme, une autre chance       |                        |
| 1977 | Приготуйте ваші носовички      | Préparez vos mouchoirs                 |                        |
| 1977 | Ніжний поліцейський            | Tendre poulet                          |                        |
| 1978 | Розгніваний                    | L'homme en colère                      |                        |
| 1979 | Гуляка                         | Le cavaleur                            |                        |
| 1979 | Вкрали стегно Юпітера          | On a volé la cuisse de Jupiter         |                        |
| 1980 | Психотерапевт                  | Psy                                    |                        |
| 1981 | Під попереднім слідством       | Garde à vue                            |                        |
| 1981 | Професіонал                    | Le professionnel                       | делегований продюсер   |
| 1982 | Ти заважаєш усім спати         | T'empêches tout le monde de dormir     |                        |
| 1982 | Інформатор                     | La balance                             |                        |
| 1986 | Ім'я троянди                   | Der Name der Rose                      | співпродюсер           |
| 1986 | День перший                    | Il giorno prima                        | співпродюсер           |
| 1987 | Останнє літо в Танжері         | Dernier été à Tanger                   |                        |
| 1989 | Французька революція           | La révolution française                | телевізійний           |
| 1989 | Ванільно-полуничне морозиво    | Vanille fraise                         |                        |
| 1993 | Пророцтво                      |                                        |                        |

Актор
| Рік  | Фільму               | Оригінальна назва    | Роль           | Режисер |
| ---- | -------------------- | -------------------- | -------------- | ------- |
| 1976 | Якби почати спочатку | Si c'était à refaire |                |         |
| 1986 | Ненавиджу акторів    | Je hais les acteurs  |                |         |
| 1987 | Спіраль              | Spirale              | Густав Стадлер |         |
| 1990 | Африканка            | L'africana           | Андрій         |         |